# Cầu Rama VI
Cầu Rama VI (tiếng Thái: สะพานพระราม 6, RTGS: Saphan Phra Ram Hok, phát âm [sā.pʰāːn pʰráʔ rāːm hòk]) là cầu đường sắt bắc qua sông Chao Phraya ở Bangkok, Thái Lan, kết nối quận Bang Sue và Bang Phlat.

## Lịch sử
Nó là cây cầu đầu tiên bắc qua sông Chao Phraya River và bao gồm đường sắt ray đơn và đường hai làn. Công trình được khởi công tháng 12 năm 1922, trong suốt triều Vajiravudh liên kết Tuyến Bắc với Tuyến Nam do đó cầu được đặt tên theo Vua Vajiravudh. Công trình với kinh phí 2.714.113,30 baht và chính thức mở cửa ngày 1 tháng 1 năm 1927.
Phần giữa của cây cầu đã bị rách vào ngày 7 tháng 2 năm 1945, trong Thế chiến II, đã được sửa chữa vào khoảng 1950-1953 bởi Dorman Long và Christiani & Nielsen và chính thức mở cửa lại vào ngày 12 tháng 12 năm 1953. Sau đó khánh thành Cầu Rama VII vào năm 1992 do lưu lượng giao thông tăng, xe bắt đầu chuyển hướng từ cầu Rama VI. Một tuyến đường sắt khác được đặt thay thế đường đi vào năm 1999, khiến nó trở thành cầu chỉ dành cho đường sắt.

## Vị trí
Cầu nằm cách 13 km từ Ga Hua Lamphong, giữa Ga Bang Son và Ga Bang Bamru. Cầu gồm có 5 nhịp, tất cả các thiết kế xuyên qua giàn: 77, 83, 120, 83 và 77m, với tổng chiều dài 441m. Vì vậy, đây là cây cầu đường sắt dài nhất ở Thái Lan, dài hơn đối thủ gần nhất của nó gần 110 mét, 132 mét cầu Sông Kwai gần Kanchanaburi.